# Carl Friedrich Waldeck
 Carl Friedrich Waldeck (* 1. Mai 1807 in Korbach; † 17. Oktober 1842 ebenda) war ein deutscher Jurist und Mitglied des Landtages im Fürstentum Waldeck.

## Leben
Carl Friedrich Waldeck wurde als Sohn des Hofrats Friedrich Waldeck (1768–1843) und dessen Ehefrau Caronline Brumhard (1774–1835) geboren. 
Am 25. November 1836 heiratete er in Korbach seine Cousine Johanna Sophie Brumhard (1819–1837). Aus der Ehe ging der Sohn Robert (1837–1913, Geheimer Justizrat) hervor. 
Nach dem Abitur am Landesgymnasium Korbach absolvierte er ein Studium der Rechtswissenschaften, wurde 1833 Advokat und im Jahr darauf als Nachfolger seines Bruders Reinhard Stadtsekretär in Korbach.
Vom 22. Mai 1834 bis zu seinem Tod hatte er ein Mandat für den Landtag des Fürstentums Waldeck-Pyrmont.